# Eutelia morosa
Eutelia morosa is een vlinder uit de familie Euteliidae. De wetenschappelijke naam van deze soort is voor het eerst geldig gepubliceerd in 1894 door Holland.
De soort komt voor in tropisch Afrika.